# Pointe Montagnier
Pour les articles homonymes, voir Montagnier.
La pointe Montagnier est un cap de la Guadeloupe situé en Grande-Terre sur la commune de Port-Louis.

## Géographie
Elle est située à l'ouest de la pointe Petite Tortue et à l'est de la pointe à Claude. Il s'agit aussi d'un site de plongée.